# Janne Pesonen
Janne Pesonen (ur. 11 maja 1982 w Suomussalmi) – fiński hokeista, reprezentant Finlandii.

## Kariera
- Hokki U18 (1997-1998)
- Hokki (1998-1999)
- Kärpät U18 (1990-2000)
- Kärpät U20 (2000-2002)
- Kärpät (2001/2002)
- Hokki (2002-2003)
- Kärpät (2003-2008)
- Wilkes-Barre/Scranton Penguins (2008-2009)
- Pittsburgh Penguins (2009)
- Ak Bars Kazań (2009-2011)
- HIFK (2011-2012)
- Ak Bars Kazań (2012-2014)
- Skellefteå AIK (2014-2016)
- HC Ambrì-Piotta (2016-2017)
- Växjö Lakers (2017-2019)
- Kärpät (2019-2020)

Wychowanek klubu KuKi HT. Do 2011 był zawodnikiem rosyjskiej drużyny Ak Bars Kazań występującej w rozgrywkach KHL. Od lipca 2011 do maja 2012 zawodnik HIFK. Następnie od czerwca 2012 ponownie w Ak Barsie Kazań związany rocznym kontraktem. W czerwcu 2013 przedłużył kontrakt z klubem. Zwolniony z klubu w połowie grudnia 2014. Od końca grudnia 2014 do maja 2016 zawodnik Skellefteå AIK. Od końca sierpnia 2016 zawodnik szwajcarskiego klubu HC Ambrì-Piotta, związany dwumiesięcznym kontraktem z opcją przedłużenia na cały sezon National League A (2016/2017). Od lipca 2017 zawodnik Växjö Lakers. W maju 2019 powrócił do macierzystego. W październiku 2020 ogłosił zakończenie kariery.
Reprezentant reprezentacji Finlandii. Uczestniczył w turniejach mistrzostw świata w 2011, 2012, 2013, 2015, 2018.

## Sukcesy

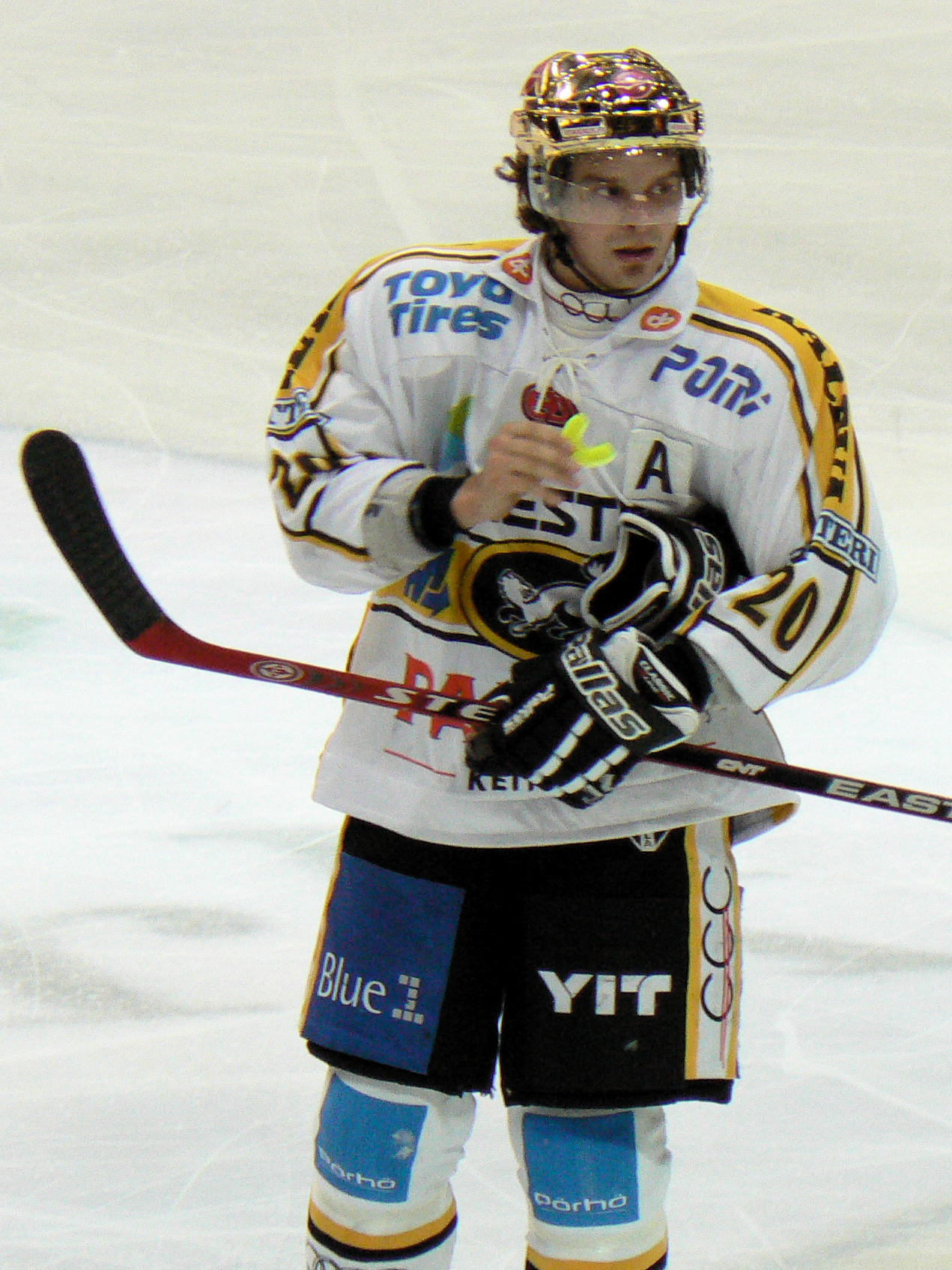
Janne Pesonen w barwach Kärpät (wrzesień 2007) w złotym kasku jako najskuteczniejszy zawodnik drużyny.

Reprezentacyjne
- Złoty medal mistrzostw świata: 2011

Klubowe
- Złoty medal mistrzostw Finlandii: 2004, 2005, 2007, 2008 z Kärpät
- Brązowy medal mistrzostw Finlandii: 2006 z Kärpät
- Złoty medal mistrzostw Rosji / KHL /  Puchar Gagarina: 2010 z Ak Barsem Kazań
- Srebrny medal mistrzostw Szwecji: 2015, 2016 ze Skellefteå
- Złoty medal mistrzostw Szwecji: 2018 z Växjö Lakers

Indywidualne
- SM-liiga (2003/2004):
  - Pierwsze miejsce w klasyfikacji strzelców wśród pierwszoroczniaków: 17 goli
  - Pierwsze miejsce w klasyfikacji asystentów wśród pierwszoroczniaków: 13 asyst
  - Pierwsze miejsce w klasyfikacji kanadyjskiej wśród pierwszoroczniaków: 30 punktów
  - Trofeum Jarmo Wasamy - najlepszy debiutant sezonu
- SM-liiga (2006/2007):
  - Ósme miejsce w klasyfikacji strzelców w sezonie zasadniczym: 22 gole[11]
  - Szóste miejsce w klasyfikacji kanadyjskiej w sezonie zasadniczym: 55 punktów[12]
  - Trofeum Jariego Kurri - najlepszy zawodnik w fazie play-off
  - Skład gwiazd sezonu
- SM-liiga (2007/2008):
  - Najlepszy zawodnik miesiąca - luty 2008
  - Pierwsze miejsce w klasyfikacji strzelców w sezonie zasadniczym: 34 gole[13] (Trofeum Aarnego Honkavaary)
  - Drugie miejsce w klasyfikacji asystentów w sezonie zasadniczym: 44 asysty[14]
  - Pierwsze miejsce w klasyfikacji kanadyjskiej w sezonie zasadniczym: 78 punktów[15] (Trofeum Veliego-Pekki Ketoli)
  - Pierwsze miejsce w klasyfikacji +/- w sezonie zasadniczym: +37[16] (Trofeum Mattiego Keinonena)
  - Piąte miejsce w klasyfikacji strzelców w fazie play-off: 7 goli[17]
  - Siódme miejsce w klasyfikacji asystentów w fazie play-off: 9 asyst[17]
  - Piąte miejsce w klasyfikacji kanadyjskiej w fazie play-off: 16 punktów[18]
  - Skład gwiazd sezonu
- Oddset Hockey Games 2012:
  - Pierwsze miejsce w klasyfikacji kanadyjskiej turnieju: 3 punkty
- Mistrzostwa Świata w Hokeju na Lodzie 2013/Elita:
  - Siódme miejsce w klasyfikacji asystentów turnieju: 6 asyst